# Emmanuel de Peretti de la Rocca
Emmanuel de Peretti de La Rocca (Calais, 23 de diciembre de 1870-París, 17 de julio de 1958) fue un diplomático francés.

## Biografía
Nació el 23 de diciembre de 1870 en Calais. Peretti de La Rocca trabajó en el Quai d'Orsay, desde donde defendió tras la Crisis del Ruhr la necesidad de establecer una política de alianza con la Rusia soviética.
Ocupó el cargo embajador en España entre 1924 y 1929 y el de embajador en Bélgica entre 1929 y 1931. Falleció el 17 de julio de 1958 en París.